# Trịnh Tố Tâm
Trịnh Tố Tâm (Hanói, 1945-1996) fue un militar y político vietnamita. Fue miembro del Ejército Popular de Vietnam, Héroe de las Fuerzas Armadas Populares, viceministro de Trabajo, Inválidos y Asuntos Sociales, secretario de la Unión de Jóvenes Comunistas Ho Chi Minh y jefe del Departamento de Juventud del Ejército. También fue el primer editor jefe del periódico Trabajo y Asuntos Sociales.

## Biografía
Nació en 1945 en Đồng Tân, en el distrito de Ứng Hòa, Hanói. En 1965, cuando el Ejército de los Estados Unidos comenzó su campaña de bombardeos contra Vietnam del Norte, Trịnh Tố Tâm era estudiante. Se ofreció como voluntario para unirse al movimiento «Tres Listos» (3 sẵn sàng). Posteriormente, escribió una solicitud para unirse al ejército, se presentó voluntario para luchar en el campo de batalla en Vietnam del Sur y fue movilizado a la zona de Quảng Trị - Thừa Thiên.
Según el medio de comunicación Báo điện tử Tiền Phong, propiedad del Partido Comunista, Trịnh Tố Tâm comandó una unidad que luchó en 58 batallas y mató a 1500 soldados enemigos entre 1967 y 1970. Se afirma que él personalmente mató a 272 soldados enemigos y derribó tres helicópteros.
A partir de 1976, tras el fin de la guerra, ocupó diferentes cargos en el Partido Comunista y en el Gobierno de Vietnam. Entre ellos, se incluyen los de viceministro de Trabajo, Inválidos de Guerra y Asuntos Sociales, secretario del Comité Central de la Unión de Jóvenes Comunistas Ho Chi Minh, jefe del Departamento de Juventud del Ejército y primer editor jefe del periódico Trabajo y Asuntos Sociales.
Murió en 1996 de una enfermedad maligna probablemente causada por su exposición a toxinas químicas durante la guerra.

## Condecoraciones
Por sus logros, el 20 de septiembre de 1971, el Estado de Vietnam le otorgó el título de Héroe de las Fuerzas Armadas del Pueblo a la edad de 26 años. Es la persona con más medallas y órdenes del Ejército Popular de Vietnam.
El Partido y el Estado de Vietnam le concedieron varias insignias y medallas, entre ellas:
- Orden de la Independencia de Tercera Clase
- Medalla de Primera Clase de la Guerra de Resistencia contra Estados Unidos por la Salvación Nacional
- Trece medallas de hazaña militar de primera, segunda y tercera clase
- Tres medallas de liberación de primera clase
- 53 veces galardonado con el título de Destructor Americano.

### Honores
Se construyó una estatua en su honor en la escuela secundaria Ung Hoa B, situada en el distrito de Ứng Hòa, de Hanói, que se inauguró el 4 de septiembre de 2020. Tiene dos calles que llevan su nombre; una en Lang Co, distrito de Phu Loc, provincia de Thua Thien Hue, y otra en Bo De, distrito de Long Bien, Hanói.